# Arthur Swatek

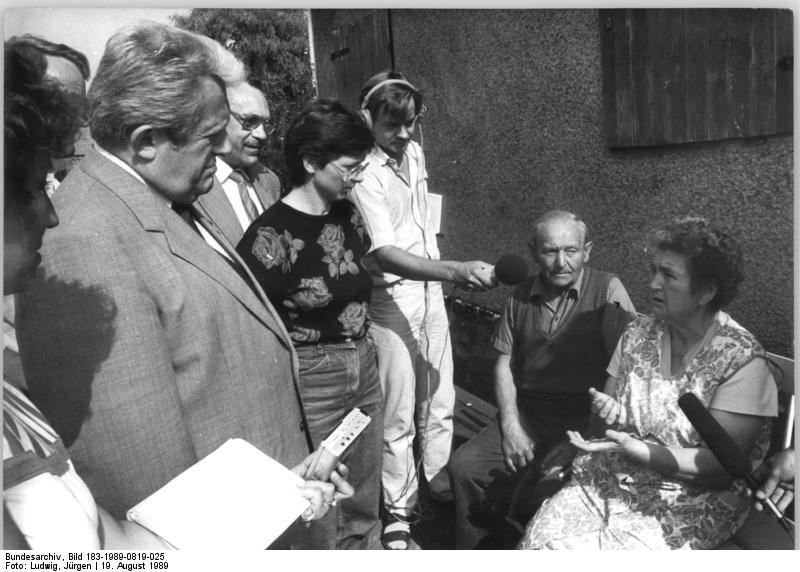
Arthur Swatek (5. von rechts) in Wahlhausen am 19. August 1989; links daneben Gerhard Müller, Kandidat des Politbüros des ZK der SED und 1. Sekretär der Bezirksleitung Erfurt

Arthur Swatek (* 20. August 1932 in Neu-Heiduk, Schlesien; † 4. Februar 1990) war ein deutscher Politiker (SED). Er war von 1985 bis 1990 Vorsitzender des Rates des Bezirkes Erfurt.

## Leben
Swatek stammte aus einer Arbeiterfamilie. Nach dem Besuch der Volksschule erlernte er den Beruf des Autoschlossers und arbeitete als Autoschlosser in Apolda. 1952 arbeitete er als Kraftfahrer im VEB Baubetrieb Apolda, 1952 bis 1954 als Kraftfahrer der SED-Kreisleitung Apolda. 1965 schloss er später ein Studium an der Ingenieurschule für Anlagenbau Glauchau, Zweigstelle Karl-Marx-Stadt, als Ingenieur für Maschinenbau ab.
1954 trat er der Sozialistischen Einheitspartei Deutschlands (SED) bei. Von 1954 bis 1959 war er Instrukteur der SED-Kreisleitung Apolda, 1959 dort Leiter der Abteilung Organisation/Kader. 1959/60 studierte er an der Bezirksparteischule Erfurt. Von 1960 bis 1962 war er Abteilungsleiter der SED-Kreisleitung Apolda, 1962/63 Sekretär der SED-Betriebsparteiorganisation im VEB Feuerlöschgerätewerk Apolda. Von 1965 bis 1967 fungierte er als Leiter der Abteilung Wirtschaftspolitik der SED-Kreisleitung Apolda, 1967/68 als Sekretär für Wirtschaft. Von 1968 bis 1970 war er Zweiter Sekretär der SED-Kreisleitung Apolda. 1970 nahm er ein Studium an der Parteihochschule beim ZK der KPdSU in Moskau auf, das er 1973 als Diplom-Gesellschaftswissenschaftler abschloss. Von 1973 bis 1975 war Swatek erneut Zweiter Sekretär der SED-Kreisleitung Apolda, anschließend als Nachfolger des abgesetzten Werner Rottke bis 1980 Erster Sekretär der SED-Kreisleitung Worbis. 1980 wurde Swatek politischer Mitarbeiter des ZK der SED und war Berater bei der Sandinistischen Nationalen Befreiungsfront (FSLN) in Nicaragua. Von 1982 bis 1985 war er als Erster Sekretär der SED-Kreisleitung Nordhausen tätig (Nachfolger von Heinz Schosnig).
Von März 1985 bis zu seinem Tod 1990 war Swatek schließlich als Nachfolger des verstorbenen Richard Gothe Vorsitzender des Rates des Bezirks Erfurt sowie Abgeordneter des Bezirkstages. Ab Februar 1984 Mitglied der SED-Bezirksleitung Erfurt, gehörte Swatek von 1985 bis 1989 auch ihrem Sekretariat an. Nach Swateks Tod folgte im Amt des Bezirksratsvorsitzenden der langjährige 1. Stellvertreter Horst Lang und im Juni 1990 Josef Duchač (CDU) als Regierungsbevollmächtigter des Bezirks Erfurt.

## Ehrungen
Swatek erhielt 1976 den Vaterländischen Verdienstorden in Bronze und 1980 in Silber.